# Bischbrunn
Bischbrunn – miejscowość i gmina w Niemczech, w kraju związkowym Bawaria, w rejencji Dolna Frankonia, w regionie Würzburg, w powiecie Main-Spessart, wchodzi w skład wspólnoty administracyjnej Marktheidenfeld. Leży w Spessart,  około 23 km na południowy zachód od Karlstadt, przy autostradzie A3 i drodze B8.

## Dzielnice
W skład gminy wchodzą dwie dzielnice: 
- Bischbrunn (z osiedlami: Breitsol, Schleifmühle, Straßlücke i Torhaus Aurora)
- Oberndorf (z osiedlami: Neubau i Sylvan im Weihersgrund)

## Demografia
| Rok  | Liczba mieszk. |
| ---- | -------------- |
| 1970 | 1855           |
| 1987 | 1723           |
| 2000 | 1917           |
| 2005 | 1866           |

## Oświata
(na 1999)

W gminie znajduje się 100 miejsc przedszkolnych (81 dzieci) oraz szkoła podstawowa (31 nauczycieli, 444 uczniów).